# Várpark (Dinnyés)
A dinnyési Várpark egy turisztikai létesítmény Magyarországon, a Fejér vármegyei Gárdonyhoz tartozó Dinnyés területén, a Kossuth utca 17. szám alatt. A park központi részét a történelmi Magyarországon állt középkori várak anyaghű makettjeinek együttese alkotja, melyek úgy is vannak elhelyezve hogy egymáshoz viszonyított elhelyezkedésük hozzávetőlegesen megfeleljen az eredeti várak topográfiai viszonyainak. A park ingatlanán 2018-as állapot szerint 35 vármakett áll, ezzel a park bekerült a Guinness Rekordok Könyvébe.

## Létrejötte
A Várpark létrehozója Alekszi Zoltán volt, aki 2012 elején kezdett foglalkozni egy hasonló létesítmény megvalósításának gondolatával. Az előkészítő munka során igyekezett megfelelő történelmi anyagokat felkutatni a megmakettezni kívánt várakról, alkalmas helyszínt találni, illetve megtervezni a kivitelezés mikéntjét. Az eddig megvalósult várak az eredetivel lényegében megegyező anyagokból készültek, azonos tájolással, méghozzá úgy, hogy minden egyes vár a parkot övező, Nagy-Magyarország formáját idéző sétány mentén, hellyel-közzel az eredeti helyén található meg.
A parkot övező sétányt emlékoszlopok kísérik, melyek mind egy-egy magyar királynak, kormányzónak, Árpád-kori, illetve erdélyi fejedelemnek állít emléket. Kérhető a parkban tárlatvezetés, amely nemcsak a fiatalabb, de a felnőtt korosztályok képviselői számára is élményt adó módon kínálnak lehetőséget történelmi ismereteik tovább mélyítésére. Emellett alkalmi programokat is szerveznek a területen, például lovagi napokat, harcosok napját, illetve rendszeresen szerveznek sötétedés utáni díszkivilágítást is.

## A parkban bemutatott várak
- Benevár – Mátrafüred, Magyarország, Heves vármegye
- Bogdán vajda vára – Izakonyha, Erdély
- Csiklingvár – Bakonycsernye, Magyarország, Fejér vármegye
- Dézna vára – Dézna, Erdély, Arad vármegye
- Drégely vára – Drégelypalánk, Magyarország, Nógrád vármegye
- Földvár vára – Erdély, Barcaföldvár
- Gracsanica vára – Battyánvölgye, Szlavónia
- Hátszeg vára – Erdély, Őraljaboldogfalva
- Hőnig vára – Hőnig, Felvidék
- Ika vára – Felsőcsernáton, Erdély, Háromszék vármegye
- I. István király fehérvári vára – Székesfehérvár, Magyarország, Fejér vármegye
- Kereki vára – Kereki, Magyarország, Somogy vármegye
- Körösszeg vára – Körösszeg, Partium, Bihar vármegye
- Kosztajnica vára – Kosztajnica, Szlavónia
- Kórógy vára – Kórógy, Délvidék, Szerém vármegye
- László vára – Lászlóvára, Erdély, Krassó-Szörény vármegye
- Poroszlói földvár – Poroszló, Magyarország, Heves vármegye
- Rékavár – Mecseknádasd, Magyarország, Baranya vármegye
- Sebestorony vára – Sebesrom, Erdély, Krassó-Szörény vármegye
- Sebesvár vára – Erdély, Kissebes
- Solymári vár – Solymár, Magyarország, Pest vármegye
- Solymos vára – Komlóska, Magyarország, Zemplén vármegye
- Solymos vára – Lippa, Erdély, Temes vármegye
- Somoskői vár – Sátorosbánya, Felvidék
- Szabolcsi földvár – Szabolcs, Magyarország, Szabolcs vármegye
- Szarvaskő vára – Döbrönte, Magyarország
- Szentmária favár – Liptószentmária, Felvidék, Liptó vármegye
- Szigeterdő tornya – Dombóvár, Magyarország, Tolna vármegye
- Talmács vára – Nagytalmács, Erdély, Szeben vármegye
- Tapolcsány vára – Kővárhely, Felvidék
- Tátika-vár – Zalaszántó, Magyarország, Zala vármegye
- Visk vára – Visk, Kárpátalja, Máramaros vármegye
- Vitányvár – Vértessomló, Magyarország, Komárom vármegye
- Zalak vára – Sorkifalud, Magyarország, Vas vármegye
- Zelna vára – Zelna, Szlavónia, Zágráb vármegye
- Zimony vára – Zimony, Délvidék

## Rekord
2018. január 4-ével a Várpark bekerült a Guinness Rekordok Könyvébe mint a világ legnagyobb, vármaketteket bemutató kiállítása.

## Képgaléria

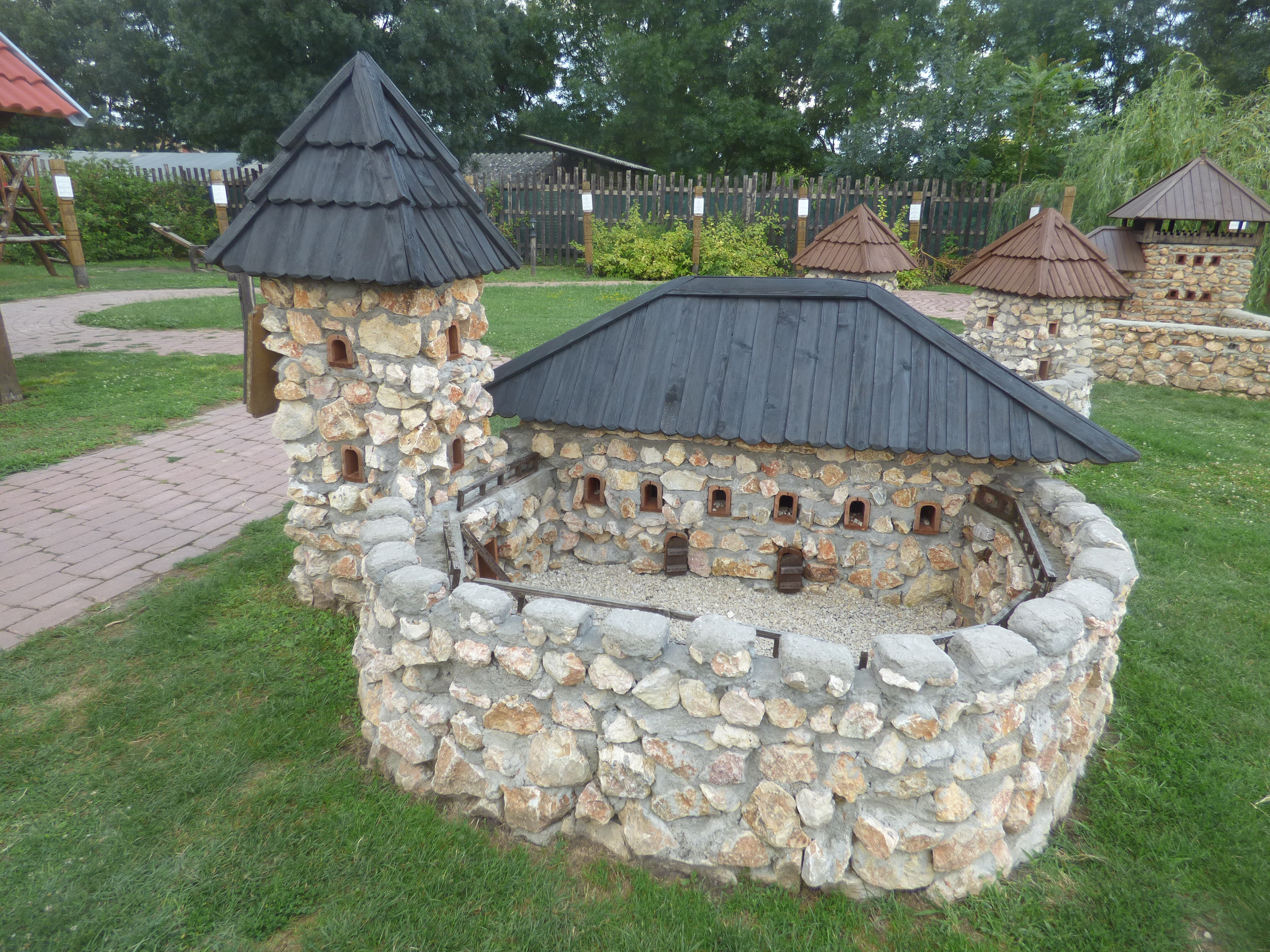
A szlavóniai Gracsanica (Battyánvölgye) várának makettje
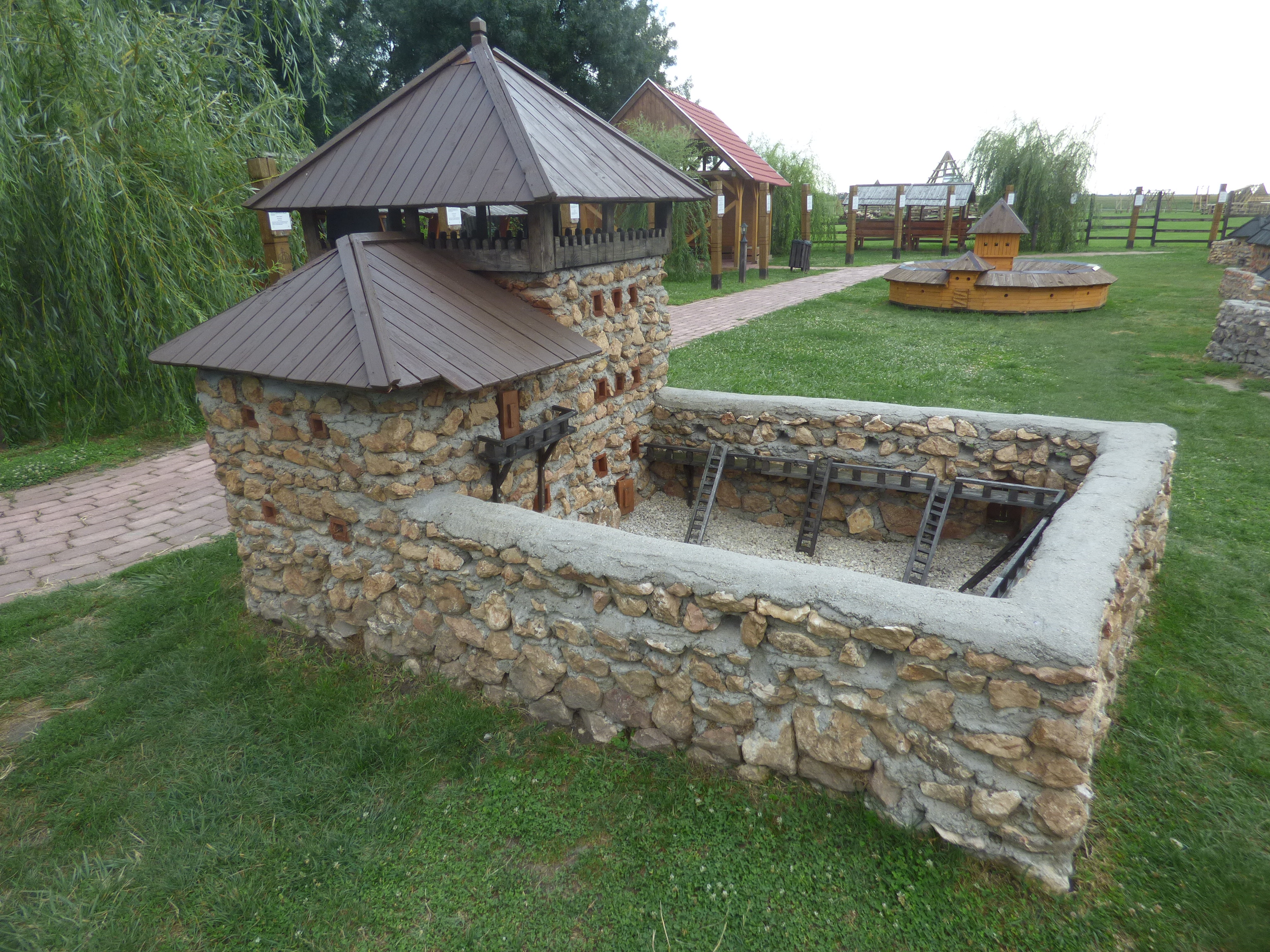
A szlavóniai Zelna, háttérben a Vas vármegyei Zalak (Sorkifalud) várának makettje
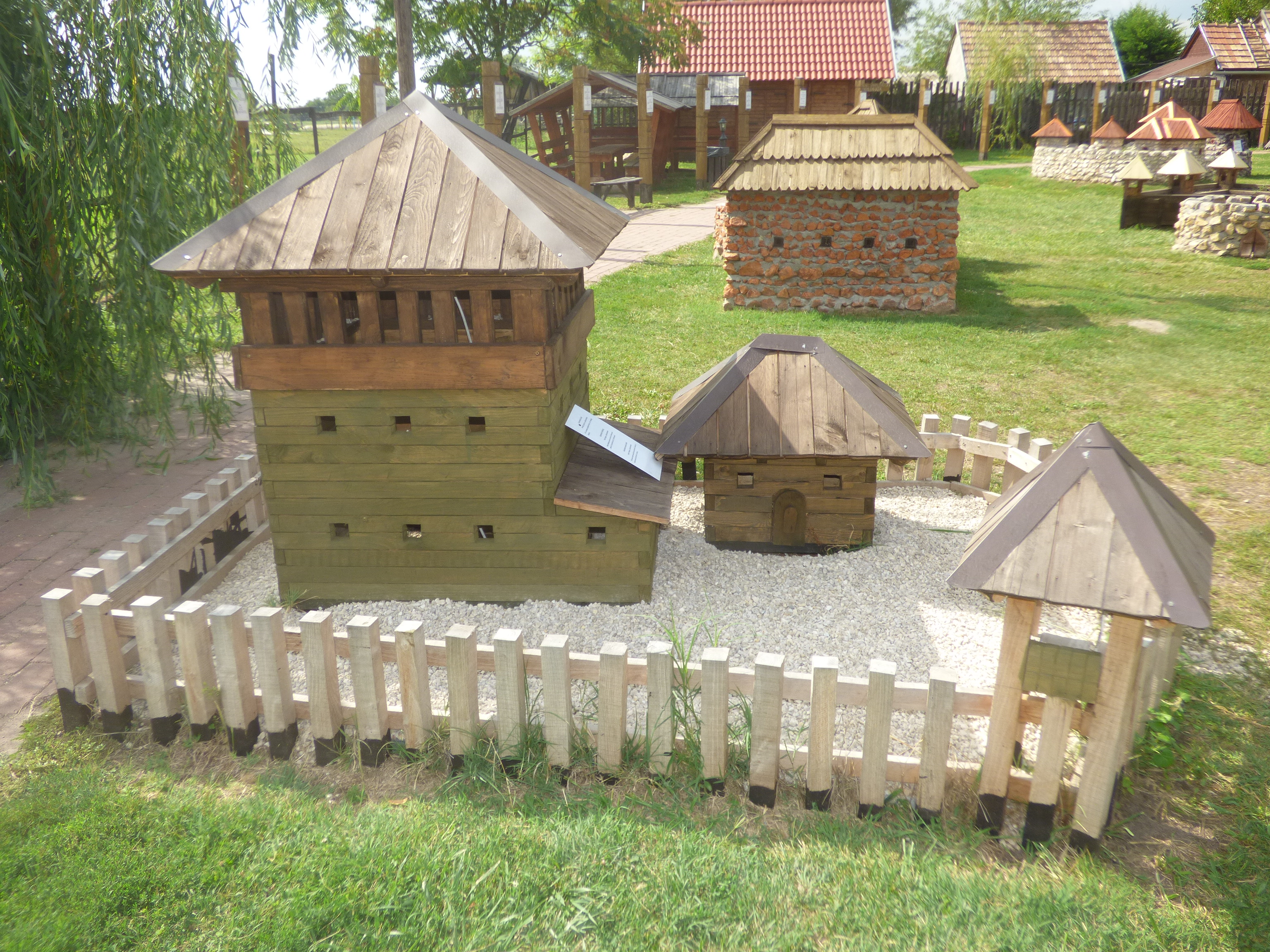
A liptószentmáriai Szentmária favár makettje
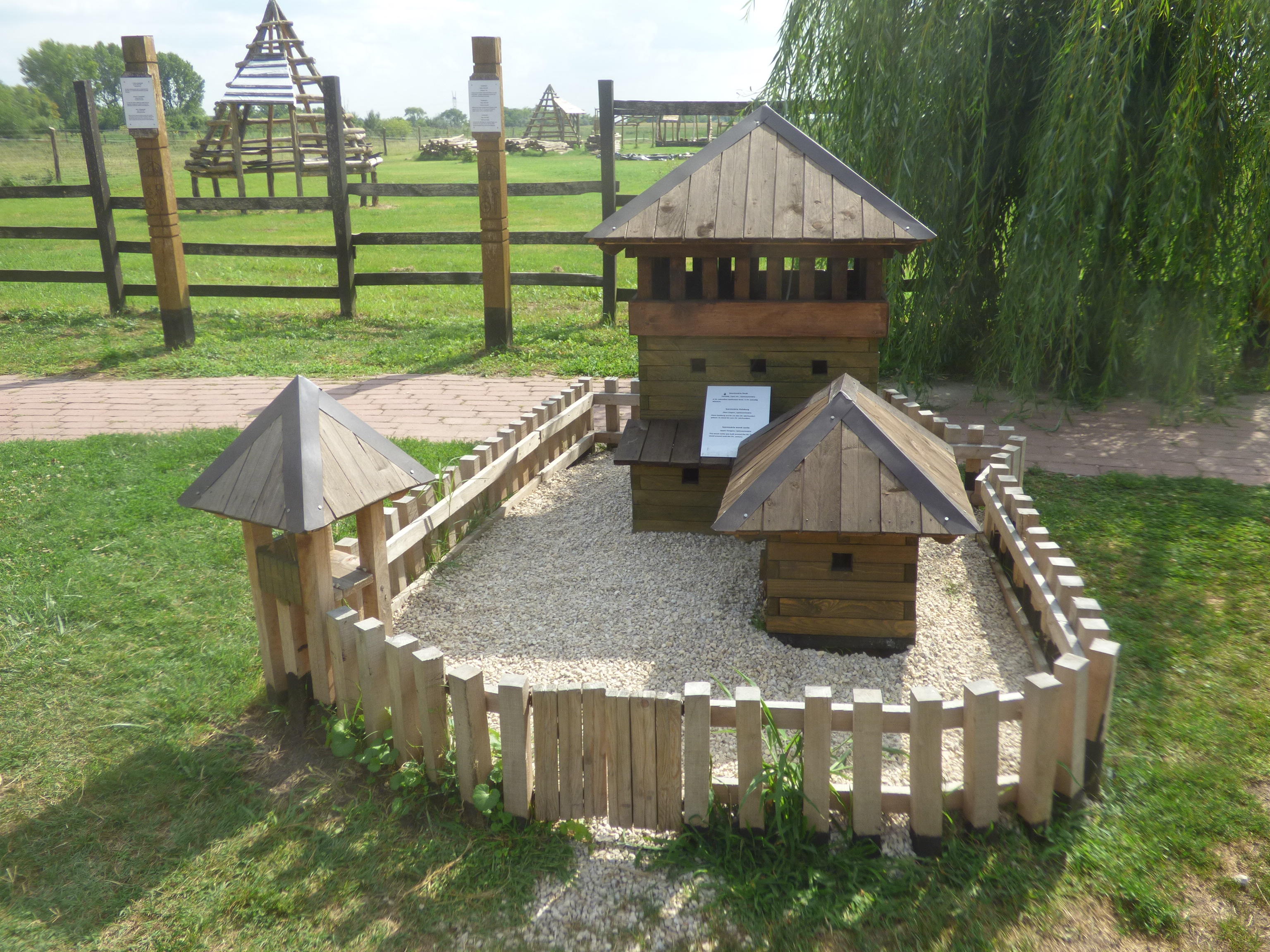
A liptószentmáriai Szentmária favár makettje